# كورت أكرمان
كورت أكرمان (بالألمانية: Curt Ackermann)‏ هو ممثل ألماني، ولد في 8 أبريل 1905 في ألمانيا، وتوفي في 1988 بميونخ في ألمانيا.

## وصلات خارجية
- كورت أكرمان على موقع IMDb (الإنجليزية)
- كورت أكرمان على موقع ألو سيني (الفرنسية)
- كورت أكرمان على موقع قاعدة بيانات الفيلم (الإنجليزية)
- كورت أكرمان على موقع كينوبويسك (الروسية)